# Kostera (Paszków)
Kostera – nieoficjalny przysiółek wsi Paszków w Polsce położony w województwie dolnośląskim, w powiecie kłodzkim, w gminie Bystrzyca Kłodzka.

## Położenie
Prawie całkowicie wyludniona osada leżąca u stóp wschodniej krawędzi wierzchowiny Gór Bystrzyckich, w dolinie Duny Górnej, na wysokości około 520–580 m n.p.m.

## Podział administracyjny
W latach 1975–1998 miejscowość administracyjnie należała do województwa wałbrzyskiego. Obecnie włączona jest w obręb Paszkowa.

## Historia
Kostera istniała już w pierwszej połowie XVIII wieku jako kolonia Paszkowa. Osada nigdy nie rozwinęła się, znajdował się tu młyn wodny, leśniczówka i około 10 zagród. Po 1945 roku miejscowość znacznie wyludniła się, obecnie są tam tylko dwa gospodarstwa agroturystyczne. 

## Szlaki turystyczne
W pobliżu Kostery przechodzi  szlak turystyczny z Polanicy-Zdroju do Bystrzycy Kłodzkiej. 